# Provincie Lecco
Lecco (Provincia di Lecco) je provincie v italské oblasti Lombardie. Sousedí na východě s provinciemi Sondrio a Bergamo, na jihu s provincií Milano a na západě a severu s provincií Como.
Provincie vznikla v roce 1992 odtržením obcí od provincií Como a Bergamo.